# Helionidia waga
Helionidia waga är en insektsart som beskrevs av Irena Dworakowska 1992. Helionidia waga ingår i släktet Helionidia och familjen dvärgstritar. Inga underarter finns listade i Catalogue of Life.